# Tropilaelaps clareae
Tropilaelaps clareae è un acaro parassita delle api adulte e della loro covata. Infestava un tempo soprattutto api giganti, quali Apis dorsata e Apis laboriosa, che essendosi coevolute con il parassita non ne soffrono molto, e ne condividono anche l'areale sudest-asiatico. Negli anni sessanta, T. clareae ha effettuato il "salto" su Apis mellifera, venendo osservato su di essa negli anni sessanta in Filippine per la prima volta. Il parassita ha un ciclo biologico simile a quello di Varroa destructor, ma le generazioni nell'arco di una stagione sono molte di più, e quindi più elevato il suo potenziale distruttivo. Il parassita ha bisogno della presenza di covata, per cui dovrebbe morire là dove gli inverni sono rigidi e implicano il blocco di covata. In Cina e Corea, tuttavia, dove l'acaro si è diffuso, si sono osservati meccanismi di sopravvivenza le cui dinamiche sono tuttora ignote. La sua diffusione potrebbe rappresentare un grave pericolo per l'apicoltura.